# Kokkai Futoshi
Kokkai Futoshi (黒海 太 en japonés, nacido el 10 de marzo de 1981 como Levan Tsaguria (ლევან ცაგურია en georgiano) en Sujumi, Georgia) es un exluchador profesional de sumo de Georgia. Es el primer europeo en llegar a la división makuuchi, que lo logró en 2004. Su rango más alto fue el de komusubi, que alcanzó en 2006. Obtuvo 2 kanto-shō (dentro de su sanshō), y 2 kinboshi por derrotar a un yokozuna. Peleó para la Oitekaze beya.

## Inicios de su carrera

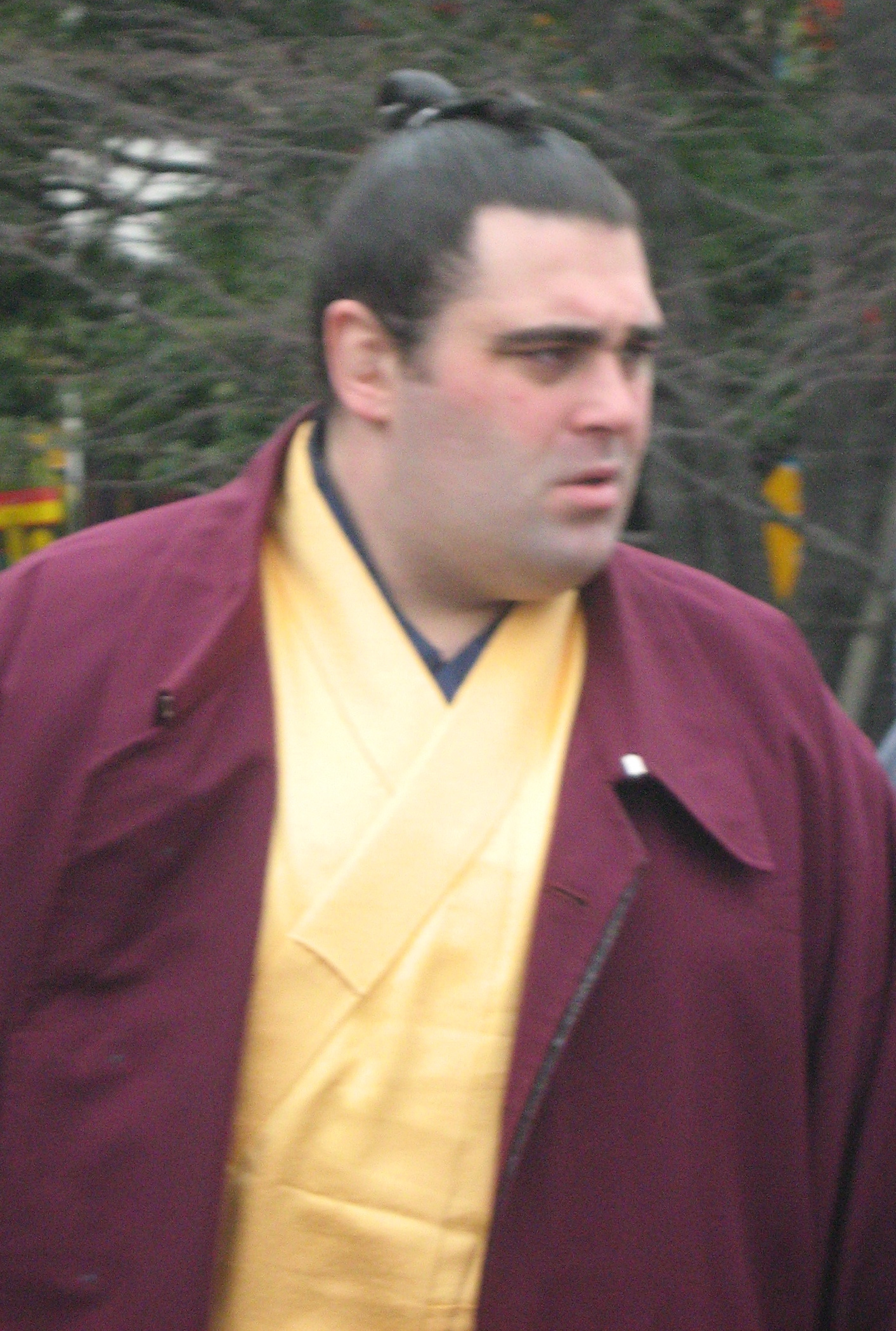
Kokkai llegando como luchador de makuuchi para un torneo en enero de 2008.

Kokkai nació como Levan Tsaguria en Sujumi, República Autónoma Socialista Soviética de Abjasia, República Socialista Soviética de Georgia. La Guerra de Abjasia obligó a su familia a trasladarse a Tiflis, capital de Georgia en 1992. Empezó en la lucha libre amateur desde los 6 años, siendo entrenado por su padre, quien representó a la Unión Soviética en dicho deporte. Kokkai se matriculó en la Academia Nacional de Deportes de Georgia y rápidamente se interesó en el sumo, participando en el Campeonato Mundial Amateur de Sumo en Riesa, Alemania. En enero de 2001 llegó a Tokio, Japón y se unió a una escuela local de sumo. Después de ganar el yūshō de jūryō con un resultado de 14 - 1 en noviembre de 2003 fue promovido a la división makuuchi en enero de 2004, después de 16 torneos desde su debut.
Hizo su debut profesional en mayo de 2001, uniéndose a la Oitekaze beya. Su oyakata, el ex maegashira Daishōyama le dio el shikona de Kokkai, que significa Mar Negro. Ascendió rápidamente a través de las divisiones inferiores, ganando los yūshōs de jonidan y sandanme, ambos con un resultado perfecto de 7 - 0. Ganó el yūshō de makushita en enero de 2003, seguido de un resultado de 5 - 2 como makushita 1 oeste, lo que le valió para llegar al estado élite de sekitori desde mayo de 2003.

## Carrera en la parte superior

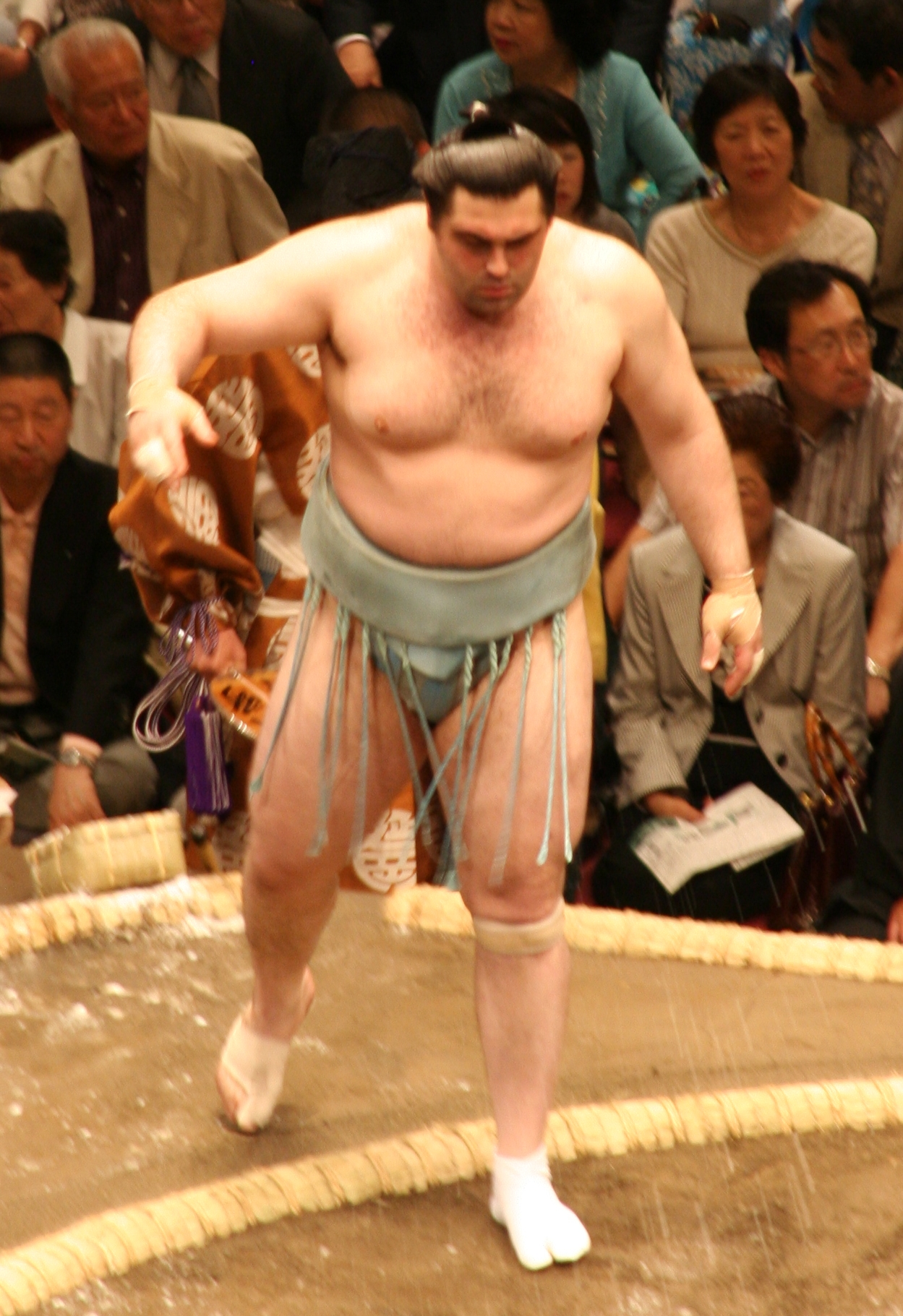
Kokkai en mayo de 2007.

Kokkai subió constantemente al rango de maegashira, llegando al grado de maegashira 1 oeste en septiembre de 2008, antes de retroceder ligeramente. Una de sus mejore actuaciones llegó en julio de 2005 cuando derrotó al yokozuna Asashōryū, por primera vez logró 9 victorias y fue galardonado con un kanto-shō. Hizo su debut en el sanyaku en septiembre de 2006 en el grado de komusubi, y sostuvo su rango con un sólido resultado de 8 - 7, pero descendió de nuevo al grado de maegashira debido a una lesión en la espalda que solamente le permitió obtener un pobre resultado de 3 - 12 en noviembre.
En marzo de 2007 obtuvo un buen resultado de 10 - 5, pero en mayo obtuvo un pobre resultado de 3 - 12 en el grado de maegashira 2 este. Después de otro makekoshi en julio de ese año fue descendido al grado de maegashira 12 este para septiembre. Su rango de maegashira era cada vez más inferior en la división superior. Obtuvo un resultado de 9 - 6 en noviembre de 2007, su primer kachikoshi desde marzo.
Después de un sólido resultado de 9 - 6 en enero de 2008, en el siguiente torneo, obtendría su mejor resultado de 12 - 3, siendo maegashira 5 oeste, quedando subcampeón y ganando su primer jun-yūshō y su segundo kanto-shō. Sin embargo, en el torneo de mayo solamente obtuvo un resultado de 3 - 12, siendo maegashira 1 este. Degradado a maegashira 10 oeste en julio, se esforzó nuevamente, obteniendo un resultado de 5 - 10. Fue descalificado en su último combate contra Kimurayama después de haberle jalado del chonmage, lo cual está prohibido y es considerado como kinjite. Kokkai dijo que fue accidental, ya que la cinta y sus dedos se habían pegado al pelo de Kimurayama. Siguió manteniéndose en el grado de maegashira en 2009, ascendiendo y descendiendo, obteniendo resultados de 8 - 7 y 5 - 10.
Al no haberse ausentado ni una sola vez desde su debut, en julio de 2010 disputó su combate 600 de forma consecutiva en makuuchi. Preocupado por una lesión en el codo, solamente pudo lograr un resultado de 3 - 12 como maegashira 15 este en el torneo de enero de 2011, poniendo fin a su racha de 43 torneos consecutivos en makuuchi. De vuelta a jūryō para el torneo de mayo, consiguió un resultado de 5 - 10. Volvió a makuuchi en septiembre de 2011, pero su estadía sería de corta duración, ya que obtuvo un desastroso resultado de 1 - 14. Se vio obligado a retirarse del torneo de mayo de 2012 debido a una lesión que sufrió después de perder su combate contra el checo Takanoyama en el día 10 de competición, rompiendo una racha de 882 combates seguidos desde su debut profesional en 2001, de la mayoría de los luchadores en activo. Sin embargo, fue capaz de volver al torneo y se aseguró el kachikoshi en el senshuraku.

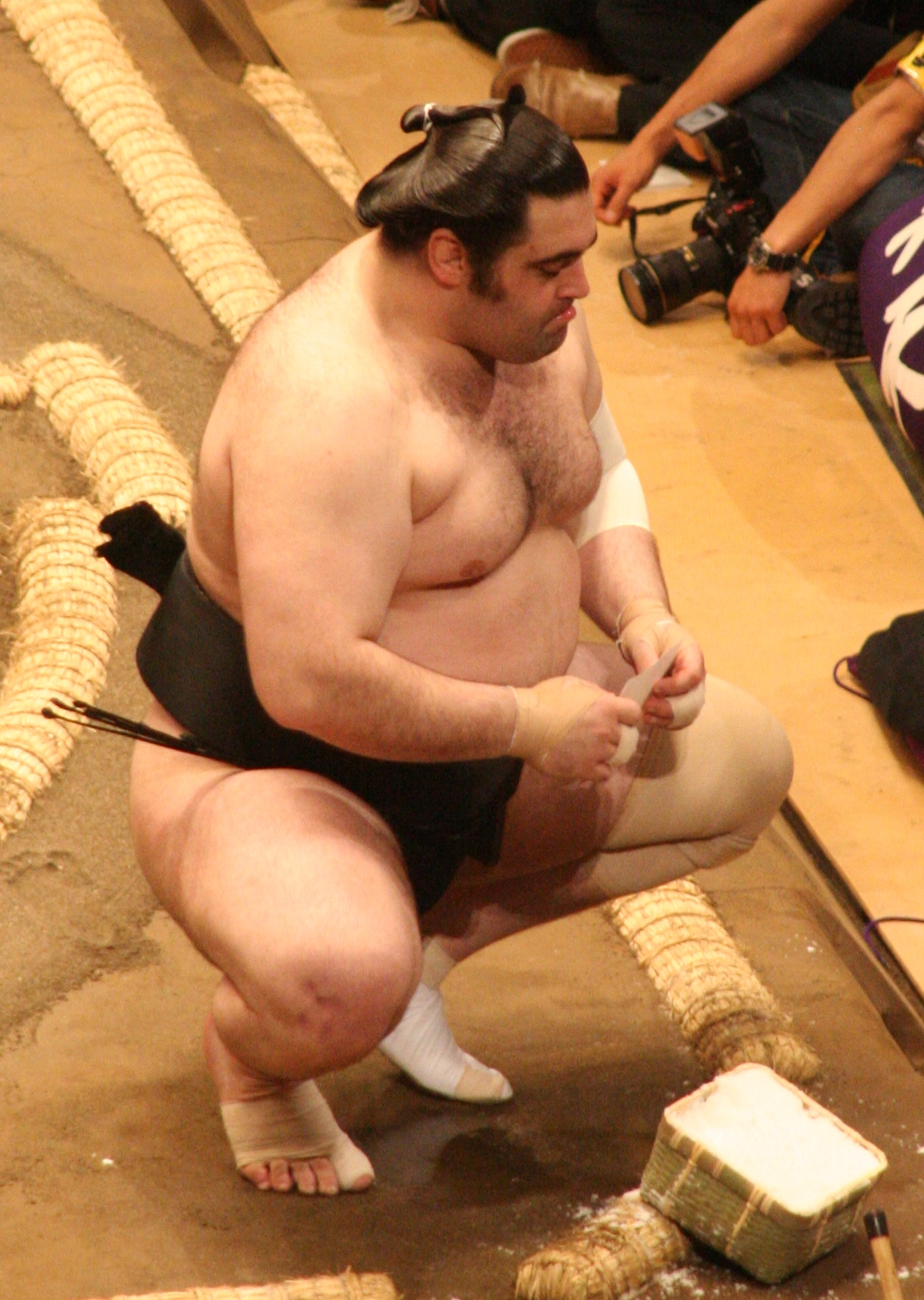
Kokkai en mayo de 2009.

Kokkai estuvo acompañado en makuuchi por varios rikishis de Europa del Este, incluyendo a Kotoōshū de Bulgaria, Aran de Rusia, y Baruto de Estonia. En mayo de 2008, su compatriota Tochinoshin también fue ascendido a makuuchi, y Kokkai lo derrotó en su primer combate del mes de julio. Kokkai, también es buen amigo del ex komusubi Kakizoe.
Kokkai sabe cuatro idiomas: georgiano, ruso, inglés y japonés.
Kokkai es un devoto cristiano y reza todos los días.
En algunas ocasiones elegía no afeitarse durante un torneo por razones supersticiosas y aumentarse el vello facial, algo inusual para los luchadores de sumo que normalmente paran bien afeitados. En uno de los últimos torneos en los que participó, apareció con unas prominentes patillas durante unos días, anteriormente le dijo a su oyakata que quería afeitarse antes de retirarse.
Durante el torneo de septiembre de 2012, su oyakata anunció que Kokkai anunciaba su retiro del sumo debido a múltiples lesiones en su cuerpo, y que no había estado entrenado en pocos meses debido a eso. Volverá a su natal Georgia para trabajar en el sector privado.

## Estilo de lucha
Debido a una lesión en el cuello, Kokkai se vio obligado a cambiar su estilo de sumo. Empezó a luchar agarrando cada vez más el mawashi de su oponente. En su perfil en la Asociación de Sumo del Japón muestra el tsuki/oshi como sus kimarites favoritos, y el oshi-dashi y el yori-kiri como sus kimarites ganadores. También le gustaba usar el hataki-komi y el hiki-otoshi.

## Familia
Kokkai es el hermano menor de George, quien también se convirtió en luchador de sumo, bajo el shikona de Tsukasaumi, pero se retiró después de estar solamente un año, debido a lesiones persistentes, volviendo a Georgia para hacerse cargo del negocio familiar.
Kokkai se casó en agosto de 2011 con una compatriota suya de 22 años.

## Historial[3]
| Año (Honbasho) | Hatsu Basho (enero) (ciudad de Tokio) | Haru Basho (marzo) (ciudad de Osaka) | Natsu Basho (mayo) (ciudad de Tokio) | Nagoya Basho (julio) (ciudad de Nagoya) | Aki Basho (septiembre) (ciudad de Tokio) | Kyushu Basho (noviembre) (ciudad de Fukuoka) | Victorias / Derrotas / Ausencias |
| 2001           | ─                                     | ─                                    | Maezumo Hatsu Dohyō 0 - 0            | Jonokuchi 42 Este 6 - 1                 | Jonidan 75 Este 6 - 1                    | Jonidan 3 Este 7 - 0                         | 19 - 2                           |
| 2002           | Sandanme 14 Oeste 7 - 0               | Makushita 15 Este 3 - 4              | Makushita 21 Oeste 6 - 1             | Makushita 7 Este 5 - 2                  | Makushita 1 Oeste 2 - 5                  | Makushita 9 Este 4 - 3                       | 27 - 15                          |
| 2003           | Makushita 6 Oeste 6 - 1               | Makushita 1 Oeste 5 - 2              | Jūryō 10 Oeste 8 - 7                 | Jūryō 6 Este 9 - 6                      | Jūryō 4 Este 9 - 6                       | Jūryō 2 Oeste 14 - 1                         | 51 - 23                          |
| 2004           | Maegashira 10 Oeste 8 - 7             | Maegashira 9 Oeste 8 - 7             | Maegashira 7 Este 10 - 5             | Maegashira 2 Este 8 - 7                 | Maegashira 1 Oeste 7 - 8                 | Maegashira 2 Oeste 7 - 8                     | 48 - 42                          |
| 2005           | Maegashira 3 Oeste 7 - 8              | Maegashira 4 Este 9 - 6              | Maegashira 2 Este 5 - 10             | Maegashira 6 Este 9 - 6                 | Maegashira 2 Oeste 5 - 10                | Maegashira 6 Oeste 9 - 6                     | 44 - 46                          |
| 2006           | Maegashira 2 Oeste 8 - 7              | Maegashira 1 Oeste 5 - 10            | Maegashira 6 Oeste 8 - 7             | Maegashira 5 Oeste 10 - 5               | Komusubi 1 Oeste 8 - 7                   | Komusubi 1 Oeste 3 - 12                      | 42 - 48                          |
| 2007           | Maegashira 5 Oeste 7 - 8              | Maegashira 7 Este 10 - 5             | Maegashira 2 Este 3 - 12             | Maegashira 9 Oeste 6 - 9                | Maegashira 12 Este 7 - 8                 | Maegashira 13 Este 9 - 6                     | 42 - 48                          |
| 2008           | Maegashira 9 Este 9 - 6               | Maegashira 5 Oeste 12 - 3            | Maegashira 1 Este 3 - 12             | Maegashira 10 Oeste 5 - 10              | Maegashira 16 Este 8 - 7                 | Maegashira 11 Este 9 - 6                     | 46 - 44                          |
| 2009           | Maegashira 4 Oeste 5 - 10             | Maegashira 8 Oeste 5 - 10            | Maegashira 14 Este 8 - 7             | Maegashira 8 Este 5 - 10                | Maegashira 14 Este 8 - 7                 | Maegashira 10 Oeste 8 - 7                    | 39 - 51                          |
| 2010           | Maegashira 9 Este 5 - 10              | Maegashira 14 Este 10 - 5            | Maegashira 6 Oeste 3 - 12            | Maegashira 12 Oeste 8 - 7               | Maegashira 8 Este 8 - 7                  | Maegashira 6 Este 4 - 11                     | 38 - 52                          |
| 2011           | Maegashira 15 Este 3 - 12             | ─                                    | Jūryō 6 Oeste 5 - 10                 | Jūryō 4 Este 9 - 6                      | Maegashira 16 Este 9 - 6                 | Maegashira 10 Este 1 - 14                    | 27 - 48                          |
| 2012           | Jūryō 4 Este 7 - 8                    | Jūryō 5 Oeste 4 - 11                 | Jūryō 11 Oeste 8 - 6 - 1             | Jūryō 7 Este 4 - 11                     | Jūryō 12 Este 0 - 3 - 12                 | ─                                            | 23 - 39 - 12                     |